# Stigmoplusia allocota
Stigmoplusia allocota är en fjärilsart som beskrevs av Claude Dufay 1972. Stigmoplusia allocota ingår i släktet Stigmoplusia och familjen nattflyn. Inga underarter finns listade i Catalogue of Life.